# Красина, Ольга Михайловна
О́льга Миха́йловна Кра́сина (24 мая 1941, Москва, РСФСР — 22 октября 2021) — советская актриса театра, кино и дубляжа.

## Биография
Родилась 24 мая 1941 года в Москве.
Училась на актёрском факультете ВГИКа (мастерская С. А. Герасимова и Т. Ф. Макаровой). До 1964 года проживала в Москве.
В 1964 году окончила ГИТИС (курс Григория Конского).
Ещё во время учёбы была зачислена в штат Театр-студии киноактера и киностудии «Мосфильм». В начале 1960-х годов активно снималась в кино, исполнив несколько главных ролей. Затем занималась преимущественно дубляжом актрис зарубежного кино, а также кинематографа союзных республик СССР, озвучив за свою карьеру около 100 главных ролей.
В конце 1970-х годов ушла и из дубляжа.
Последние годы жила вдали от Москвы, занимаясь живописью и вышиванием.
Скончалась 22 октября 2021 года. Похоронена на Троекуровском кладбище.

## Фильмография
- 1960 — Пиковая дама — Лиза (поёт Тамара Милашкина)
- 1961 — В пути (короткометражный) — Оля
- 1961 — Жизнь сначала — Лёля Власова, дочь Федора Власова и Валентины
- 1961 — Суд сумасшедших — Клэр
- 1961 — Укрощение строптивой (фильм-спектакль) — Бианка, младшая дочь Баптисты
- 1962 — Грешный ангел — Вера Телегина
- 1964 — Зайчик — Наташа (актриса Наталья Николаевна)
- 1964 — Сокровища республики — Маргарита
- 1964 — Фитиль № 19 (сюжет «Ягодки», короткометражный) — Наташа (нет в титрах)
- 1967 — Уравнение Максвелла (фильм-спектакль) — Эмилия